# Massimo Ruspandini
Massimo Ruspandini (Ceccano, 20 giugno 1973) è un politico italiano, dal 13 ottobre 2022 deputato alla Camera per Fratelli d'Italia, di cui è vice-capogruppo, dopo essere stato senatore della Repubblica dal 23 marzo 2018 al 12 ottobre 2022.

## Biografia
Nato a Ceccano, dove il padre è stato assessore al comune, pur provenendo da una famiglia di militanti del Partito Comunista Italiano, comincia il percorso politico con il Movimento Sociale Italiano, per poi con la svolta di Fiuggi di Gianfranco Fini confluire in Alleanza Nazionale (AN), con cui alle elezioni comunali nel Lazio del 2002 si candida al consiglio comunale di Ceccano, nelle liste di AN a sostegno del candidato sindaco di centro-destra Luca Giovannone, risultando eletto consigliere comunale.
Alle elezioni amministrative del 2004 è stato candidato al consiglio provinciale di Frosinone, tra le liste di AN nel collegio Ceccano I a sostegno del candidato alla presidenza della Provincia di centro-destra Paolo Fanelli, dove ottiene il 15,17% dei voti e risulta non eletto.
Alle comunali laziali del 2007 si candida a sindaco del comune di Ceccano, sostenuto da una coalizione di destra formata da Alleanza Nazionale - Democrazia Cristiana per le Autonomie, lista civica L'Altra Ceccano Ruspandini Sindaco e Fiamma Tricolore, ma viene sconfitto al primo turno con il 15,16% dei voti contro il 53,63% del sindaco uscente di centro-sinistra Antonio Ciotoli (SDI). Viene comunque rieletto consigliere comunale in quanto candidato sindaco non eletto.

### Consigliere provinciale di Frosinone
Nel 2009 aderisce al Popolo della Libertà (PdL), con cui alle elezioni amministrative di quell'anno viene eletto consigliere provinciale di Frosinone nel collegio Ceccano I con il 28,85%, venendo poi nominato assessore alle politiche giovanili, sport, spettacolo e turismo nella giunta provinciale di centro-destra presieduta da Antonello Iannarilli.
Alle elezioni comunali del 2012 viene candidato nuovamente a sindaco di Ceccano, venendo sostenuto dal PdL, UdC, La Destra, Fiamma Tricolore e le liste civiche Lista Ruspandini, Ceccano Futura, Donne X Ceccano e Movimento delle Province del Lazio, risultando il più votato al primo turno con il 31% dei voti e accedendo al ballottaggio con la candidata della sinistra Manuela Maliziola (28,23%). Ma al ballottaggio del 20-21 maggio raccoglie il 44,72% e viene sconfitto da Maliziola col 55,28%. Viene ancora rieletto consigliere comunale in quanto candidato sindaco non eletto.

### Fratelli d'Italia e Vicesindaco di Ceccano
A dicembre 2012 partecipa alla scissione del PdL guidata da Giorgia Meloni, Ignazio La Russa e Guido Crosetto che porta alla nascita di Fratelli d'Italia (FdI), con cui alle elezioni regionali nel Lazio del 2013 si candida nelle sue liste al consiglio regionale, nella circoscrizione di Frosinone, ottenendo 2.576 preferenze ma non è eletto.
Alle elezioni comunali nel Lazio del 2015, quando a Ceccano si afferma per la prima volta da decenni da una maggioranza di centro-destra, è riconfermato consigliere comunale ed è nominato vicesindaco con delega ai Lavori pubblici nella giunta presieduta da Roberto Caligiore. Il 12 ottobre 2018 si dimette, in quanto eletto in Parlamento.

### Elezione a senatore
Alle elezioni politiche del 2018 viene candidato al Senato della Repubblica nel collegio uninominale Lazio - 07 (Frosinone), sostenuto dalla coalizione di centro-destra in quota FdI, risultando eletto senatore ottenendo il 40,13% dei voti e superando i candidati del Movimento 5 Stelle Giuseppe Marrocco (36,63%) e del centro-sinistra, in quota Partito Democratico, Maria Spilabotte (16,78%). Nel corso della XVIII legislatura è stato componente della 8ª Commissione Lavori pubblici, comunicazioni e del Comitato parlamentare Schengen, Europol e immigrazione.
L'8 febbraio 2021 viene nominato commissario provinciale di Fratelli d'Italia a Frosinone, in sostituzione di Paolo Pulciani, venendo confermato in tale ruolo il 3 dicembre 2023 come presidente provinciale nel primo congresso, gestendo .

### Vice-capogruppo di Fratelli d'Italia alla Camera
Alle elezioni politiche anticipate del 2022 viene candidato alla Camera dei deputati nel collegio uninominale Lazio 2 - 04 (Frosinone-Sora), sostenuto dalla coalizione di centro-destra in quota FdI, venendo eletto deputato con il 54,55% dei voti e superando i candidati del centro-sinistra Andrea Turriziani (18,47%) e del Movimento 5 Stelle Ilaria Fontana (16,6%), risultando il candidato più votato del Lazio. Nella XIX legislatura è vice-capogruppo del gruppo parlamentare di Fratelli d'Italia alla Camera, componente della 9ª Commissione Trasporti, poste e telecomunicazioni e della Commissione parlamentare per l'attuazione del federalismo fiscale.

## Controversie
Nel 2006, insieme al collega in consiglio comunale Stefano Gizzi, brucia in piazza a Ceccano una copia de Il Codice da Vinci di Dan Brown, reputandolo blasfemo.